# Richard Maltby sr.
Richard Eldridge Maltby sr. (Evanston, 26 juni 1914 – Santa Monica, 20 augustus 1991) was een Amerikaans componist, dirigent, arrangeur en trompettist. Hij is de vader van de theaterdirecteur en producent, schrijver en scenarioschrijver Richard Eldridge Maltby jr. (geboren: 6 oktober 1937). 

## Levensloop
Maltby studeerde aan de Northwestern-universiteit in Evanston onder anderen bij Leo Sowerby trompet. Hij werd trompettist en speelde ook kornet en bugel in verschillende big bands zoals bij Little Jack Little, Roger Pryor, Bob Strong en Henry Busse. Verder was hij bezig als arrangeur voor deze en andere ensembles. In 1940 werd hij arrangeur bij de omroepmaatschappij WBBM in Chicago, aangesloten bij de CBS Corporation. In 1942 componeerde hij voor de big band van Benny Goodman Six Flats Unfurnished, dat straks op plaat opgenomen werd. 
In 1945 vertrok hij naar New York en werd op uitnodiging van Paul Whiteman medewerker bij de American Broadcasting Company als arrangeur bij de radioafdeling. Pas na de Tweede Wereldoorlog maakte hij zelf opnamen bij platenlabels, die verbonden waren met RCA Victor zoals "X" en "Vik" en zijn composities St. Louis Blues Mambo of Star Dust Mambo scoorden in de top 40 van de Amerikaanse hitlijst. Vanaf 1955 was hij bandleader van een eigen dansorkestje en speelde in bekende danslokalen zoals "Roseland Ballroom" in New York of de "Melody Mill" in Chicago. In 1956 plaatste hij zijn bekendste compositie (Themes From) The Man With the Golden Arm in de Amerikaanse top 20 hitlijst. Nadat hij rond 120 titels opgenomen had, verliet hij RCA en schakelde over naar Columbia Records in 1959 en een jaar later naar Roulette Records. Tot 1965, toen hij stopte met de plaatopnames, heeft hij ook rond 450 titels opgenomen voor de SESAC, Inc., een auteursrechtenvereniging, die vooral opnames voor diskjockeys maakt en verdeelt. Van 1950 tot 1965 was hij muzikale directeur van SESAC Jazz Classics. 
Als dirigent werkte hij samen met zangeressen en zangers, maar ook met artiesten zoals Peggy Lee, Sarah Vaughan, Johnnie Ray, Vic Damone en Ethel Merma. 
De componist Maltby schreef werken voor verschillende genres. Hij was lid van de American Society of Composers, Authors and Publishers (ASCAP) en van de American Federation of Musicians.

## Composities

### Werken voor orkest
- 1953 Ballad for Clarinet, voor klarinet en orkest
- 1964 Threnody: An Elegiac Tribute to the Memory of John F. Kennedy, voor spreker en orkest
- 1966 Ballad for Trumpet, voor trompet en orkest
- Always
- And so to Bed
- Birth of a Melody, voor dwarsfluit, hoorn, strijkers en slagwerk
- Concerto for New York, voor orkest
- Drum Bolero
- Drums in my Heart, voor zangstem en orkest
- Fantasy on Three American Songs
- Jänta å Jag
- Lady of Spain
- Mexican Hat Dance
- Midnight in Paris, voor zangstem en orkest
- Minute Waltz
- Morris Dance, voor zangstem en orkest
- Prima Carezza
- Richard Maltby Presents the Instruments of the Orchestra
- Say it with Music, voor zangstem en orkest
- Sons of Songs, voor zangstem en orkest
- Sound Your A
- Spider March (Tarentella Nopolentana)
- Swing Gabriel, Swing (La Cinquantaine)
- Waltz for Alice
- Whistle While you Work
- Zigeuner, voor zangstem en orkest

### Werken voor harmonieorkest
- 1966 Jazz Waltz
- 1968 Let’s Make America What it Used to Be - tekst: Paul Francis Webster
- 1971 Band and Contra-Band
- 1975 Dixie Polka
- 1977 Flight of the Flutes
- Burt Bacherach and Hal David Medley
- C-Minor Tune
- Concert, voor trompet en harmonieorkest
- Patriotic Medley
- Salute to Freedom

### Werken voor big band
- 1942 Six Flats Unfurnished
- 1951 Believe
- 1951 Via Roma
- 1954 Beloved Be True
- 1954 Big Deal on the Glockenspiel
- 1954 St. Louis Blues Mambo
- 1955 Everytime I Look at You
- 1962 Rock-A-Bell Blues
- Ain't Misbehavin’ Medley
- Alan Dary Theme
- Algo Triste
- All Thru the Night
- Alto - Essence
- Amapola
- An Affair to Remember
- Anniversary Song
- Anvil Chorus
- Around the World
- At the Check Apron Ball
- Auld Lang Syne
- Bach’s Bach with a Beat
- Birth of a Melody
- Chitter Chatter
- Five Flats Furnished
- I Hadn’t Anyone Till You
- Latin for Manhattin, voor saxofoon-, trompet- en slagwerksectie
- Provocative Octave
- Star Dust Mambo

### Vocale muziek

#### Werken voor koor
- Canadian Sunset, voor gemengd koor en slagwerk
- Flame of Freedom, voor gemengd koor
- Prayer for Peace, voor gemengd koor
- We the People, voor gemengd koor en orkest (of harmonieorkest)
- What Do I Care (Theme from FBI Story), voor gemengd koor, saxofoons en slagwerksectie

### Kamermuziek
- 1954 Jangle Waltz, voor harp, gitaren, contrabas, vibrafoon en drumstel
- 1981 Ballad, voor koperblazers en slagwerk
- Dark Eyes, voor hout- en koperblazers met strijkers
- Jangle Waltz, voor hoorns, trombones, tuba, slagwerk en piano
- Moon Dust, voor saxofoonkwartet
- Raucus Maracas - I, voor koperblazers en slagwerk
- Repercussions, voor koperblazers en slagwerk
- Sh-Boom, voor saxofoons, trombone, violen, altviool en slagwerksectie

### Werken voor piano
- 1953 Ballad for Piano